# Jeová Assis Gomes
Jeová Assis Gomes (Araxá, 24 de agosto de 1943 – Guaraí, 9 de janeiro de 1972), filho de Maria José Assis Gomes e Luiz Gomes Filho, foi um estudante de física da Universidade de São Paulo (USP).
É um dos casos investigados pela Comissão da Verdade, colegiado instituído pelo governo brasileiro responsável por apurar mortes e desaparecimentos no país entre 18 de setembro de 1946 e 5 de outubro de 1988 e com foco na ditadura militar brasileira (1964-1985).

## Biografia
Logo no início de sua participação na luta armada contra o regime militar, ficou conhecido ao liderar, no Conjunto Residencial da Universidade de São Paulo (CRUSP), a "Greve do Fogão", em 1965; a ocupação do Bloco F do CRUSP, em 1967; a invasão da reitoria da USP, em 1968; e a campanha de propaganda que criticava as autoridades universitárias.
Decretado o Ato Institucional Número Cinco (AI-5), em 17 de dezembro de 1968 o CRUSP foi cercado, teve os seus prédios desocupados e muitos estudantes que habitavam o local foram presos. Também afetado pela intervenção militar, Gomes, então dirigente da Dissidência Universitária de São Paulo (DISP), foi expulso do Conjunto Residencial e da Universidade. Saindo de São Paulo, passou a atuar de forma clandestina em Brasília e Goiás, e transferiu-se, em 1969, como vários outros militantes do grupo dissidente estudantil, para a ALN.
Foi na organização, após ser convocado por Carlos Marighella, que Gomes assumiu posição de destaque no setor logístico e adotou os codinomes "Antonio Carlos", "Oswaldo", "Maurício", "Henrique", "Aurélio", "Arnaldo", "Antonio" e "Artigas".
Em 12 de novembro de 1969, em Goiás, o guerrilheiro foi capturado pelos militares e levado a São Paulo, na Operação Bandeirante (OBAN), onde foi torturado e teve as duas pernas fraturadas. Permaneceu preso até junho de 1970, quando foi banido para a Argélia, junto a outros 39 presos políticos, em troca do embaixador alemão Ehrenfried von Holleben, sequestrado,  no Rio de Janeiro, pelos grupos guerrilheiros Vanguarda Popular Revolucionária (VPR) e Ação Libertadora Nacional (ALN).
Da Argélia, Gomes viajou para Cuba, onde recebeu treinamento militar, retornando clandestinamente ao Brasil em 1971, à cidade de Guaraí (na época do Estado de Goiás, hoje de Tocantins), como militante do Molipo, grupo dissidente da ALN. Voltando ao país com a missão de construir uma base de guerrilha na área rural, foi localizado e morto em 9 de janeiro de 1972, em um campo de futebol de Guaraí.
Elio Gaspari, em A Ditadura Escancarada, escreveu: “A sentença de morte contra os banidos autodocumenta-se. Entre 1971 e 1973 foram capturados dez. Nenhum sobreviveu”. Gomes foi o terceiro banido a ser assassinado depois de retornar clandestinamente ao Brasil.

## Morte e anistia póstuma
De acordo com reportagem do jornal O Estado de S. Paulo intitulada "Líder terrorista morto em Goiás" e publicada em 13 de janeiro de 1972, que reproduz trechos do comunicado emitido por militares "Outro terrorista banido morre reagindo à prisão no interior goiano", Jeová Assis Gomes foi abordado no estádio de Guaraí por agentes do regime, que atiraram nas costas do militante do Molipo após ele tentar acionar uma suposta granada.
Nilmário Miranda, relator do caso na Comissão Especial sobre Mortos e Desaparecidos (CEMDP), apresentou o relatório do então delegado de Guaraí José do Bonfim Pinto, 2º Sargento da PM, no qual os homens que deram voz de prisão a Gomes são identificados como integrantes do DOI-CODI/11º RM. No documento, ainda consta que no hotel em que o guerrilheiro estava hospedado os militares encontraram uma pasta que guardava mapas de Goiás, bússola, roupas, documentos, um revólver, munição e uma bomba de fabricação caseira.
Em seu voto na CEMDP, Miranda ressaltou as contradições do relatório do 2º Sargento da PM e do comunicado dos militares. Para ele, os agentes que desembarcaram em Guaraí sabiam que Gomes estaria no campo de futebol e que a versão divulgada pelos órgãos de segurança, reproduzida pelo jornal O Estado de S. Paulo, bem como por O Globo e Jornal do Brasil, tinha sido criada para justificar o assassinato do militante. O então presidente da CEMDP Miguel Reale Júnior, concordando com Miranda e acrescentando ser improvável que alguém levasse uma granada para o estádio e deixasse uma arma no hotel, disse que possivelmente o guerrilheiro estava desarmado quando levou o tiro.
Favorável ao reconhecimento da responsabilidade do Estado pela morte do militante, o presidente da CEMDP desempatou o caso (171/96) de Gomes, aprovado em 10 de dezembro de 1996 por 4 votos a 3. Votaram pelo indeferimento o general Oswaldo Pereira Gomes, o procurador Paulo Gustavo Gonet Branco e o jurista e ex-reitor da USP João Grandino Rodas.

## Desaparecimento
Na noite de 16 de janeiro de 1972, a família de Gomes soube da morte por meio da imprensa. Seu irmão, Luís Antonio Assis Gomes, foi para Guaraí, onde obteve informações de que o guerrilheiro tinha sido morto com um tiro pelas costas e que estava enterrado num cerrado na periferia da cidade. Contudo, não conseguiu nem o laudo, nem a certidão de óbito, tampouco os restos mortais.
Integrantes da CEMDP foram para Guaraí, em 2 de junho de 2005, com a finalidade de localizar a sepultura de Gomes. Depoimento do Soldado Sebastião de Abreu, que realizou o enterro do militante no cemitério da cidade, confirmou que ele foi fuzilado, apesar da possibilidade de prendê-lo. Em 12 de outubro, a polícia técnica de Brasília realizou escavações no cemitério, acompanhada pelo irmão do guerrilheiro, mas não encontrou o local da sepultura.

## Homenagens
Após a redemocratização do Brasil, o nome "Jeová Assis Gomes" foi dado a duas ruas, uma no bairro da Lagoa, em Belo Horizonte, e outra localizada no Conjunto Habitacional Jova Rural, na cidade de São Paulo.